# Lexington (Minnesota)
Lexington es una ciudad ubicada en el condado de Anoka en el estado estadounidense de Minnesota. En el Censo de 2010 tenía una población de 2049 habitantes y una densidad poblacional de 1.154,92 personas por km².

## Geografía
Lexington se encuentra ubicada en las coordenadas 45°8′17″N 93°10′17″O / 45.13806, -93.17139. Según la Oficina del Censo de los Estados Unidos, Lexington tiene una superficie total de 1.77 km², de la cual 1.77 km² corresponden a tierra firme y (0%) 0 km² es agua.

## Demografía
Según el censo de 2010, había 2049 personas residiendo en Lexington. La densidad de población era de 1.154,92 hab./km². De los 2049 habitantes, Lexington estaba compuesto por el 87.85% blancos, el 2.73% eran afroamericanos, el 1.12% eran amerindios, el 3.03% eran asiáticos, el 0.1% eran isleños del Pacífico, el 2.64% eran de otras razas y el 2.54% pertenecían a dos o más razas. Del total de la población el 5.71% eran hispanos o latinos de cualquier raza.